# 凱伊頓 (阿拉巴馬州)
凱伊頓（英語：Keyton）是一個位於美國阿拉巴馬州科菲縣的非建制地區。該地的面積和人口皆未知。

## 地理
凱伊頓的座標為31°17′16″N 85°49′32″W / 31.28777°N 85.82555°W，而該地最高點為海拔高度106米（即348英尺）。